# 10322 Mayuminarita
10322 Mayuminarita (1990 VT1) là một tiểu hành tinh vành đai chính được phát hiện ngày 11 tháng 11 năm 1990 bởi K. Endate và K. Watanabe ở Kitami.